# TBS-T-Puffer
TBS-T-Puffer (englisch Tris-buffered saline with Tween20, TBST) ist ein in der Biochemie zur Lösung von Antikörpern und Immunkonjugaten verwendeter Puffer.

## Eigenschaften
TBS-T-Puffer basiert auf dem TBS-Puffer und wird zur Untersuchung der Bindung und zur Lagerung von Antikörpern sowie zur Immundetektion verwendet, darunter im Western Blot, im ELISA, im ELISPOT, in der Immunfluoreszenz und in der Immunhistochemie. TBS-T-Puffer besteht meistens aus 10 – 50 mM TRIS als Puffersubstanz, 150 mM Natriumchlorid für eine physiologische Ionenstärke und als Tensid 0,05 % (m/V) Tween 20, gelegentlich stattdessen auch 0,1 % (m/V) Triton X-100. Der pH-Wert wird je nach Protokoll mit verdünnter Salzsäure auf 7,2 bis 7,6 eingestellt. Das enthaltene Tensid mindert unspezifische Wechselwirkungen bei einer Verwendung der Antikörper oder Immunkonjugate, wodurch eine geringere Färbung des Hintergrunds entsteht. Triton X-100 kann in nachfolgenden UV-basierten Nachweisen stören.